# Atopophrynus syntomopus
Atopophrynus syntomopus е вид жаба от семейство Strabomantidae. Видът е критично застрашен от изчезване.

## Разпространение
Разпространен е в Колумбия.

## Описание
Популацията на вида е намаляваща.